# Diario 16
Diario 16 – centrowy dziennik hiszpański wydawany od 1976 do 2001 w Madrycie, mający też osiem edycji regionalnych w całej Hiszpanii. Nakład sięgał 180 tysięcy egzemplarzy. Ostatnie wydanie dziennika pojawiło się 7 listopada 2001 roku.